# Districte d'East Godavari
El districte d'East Godavari és una divisió administrativa d'Andhra Pradesh, Índia, amb capital a Kakinada. Té una superfície de 10.807 km² i població de 2.813.118 habitants.
Està administrat en cinc subdivisions fiscals (Kakinada, Rajahmundry, Peddapuram, Rampachodavaram i Amalapuram) i 60 mandals (58 rurals i 2 urbans) amb 1.379 pobles. Els mandals són:
1. Addateegala
2. Ainavilli
3. Alamuru
4. Allavaram
5. Amalapuram
6. Ambajipeta
7. Anaparti
8. Atreyapuram
9. Biccavolu
10. Devipatnam
11. Gandepalle
12. Gangavaram
13. Gokavaram
14. Gollaprolu
15. I.Polavaram
16. Jaggampeta
17. Kadiam
18. Kajuluru
19. Kakinada Rural
20. Kakinada Urbà
21. Kapileswarapuram
22. Karapa
23. Katrenikona
24. Kirlampudi
25. Kotananduru
26. Kothapalle
27. Kothapeta
28. Malikipuram
29. Mamidikuduru
30. Mandapeta
31. Maredumilli
32. Mummidivaram
33. P.Gannavaram
34. Pamarru
35. Pedapudi
36. Peddapuram
37. Pithapuram
38. Prathipadu
39. Rajahmundry Rural
40. Rajahmundry Urbà
41. Rajanagaram
42. Rajavommangi
43. Ramachandrapuram
44. Rampachodavaram
45. Rangampeta
46. Routhulapudi
47. Ravulapalem
48. Rayavaram
49. Razole
50. Routhulapudi
51. Sakhinetipalle
52. Samalkota
53. Sankhavaram
54. Sithanagaram o Seethanagaram
55. Thallarevu
56. Thondangi
57. Tuni
58. Uppalaguptam
59. Y. Ramavaram
60. Yeleswaram

## Història
East Godavari és el nom que va agafar l'antic districte de Godavari quan se'n va separar el districte de West Godavari el 1925.